# Història del radar

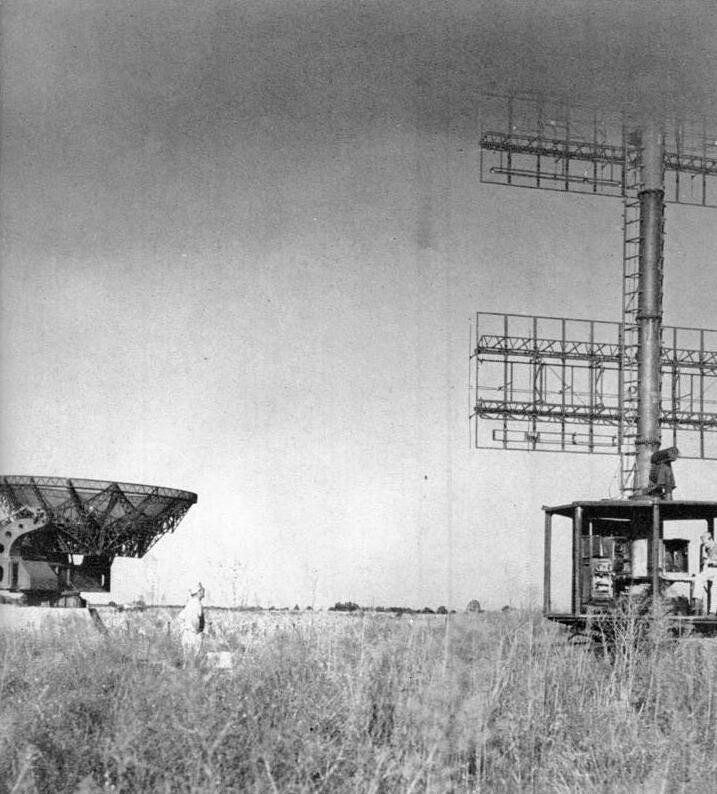
"Würzburg-Riese" (esquerra) i "Freya"

La història del desenvolupament del radar va començar quan es va iniciar la tecnologia de ràdio . El desenvolupament del radar va agafar impuls a partir de la carrera armamentista abans de la Segona Guerra Mundial, i és precisament el desenvolupament del radar el que s'ha relacionat amb l'armament. Des d'aleshores, l'ús del radar s'ha estès a, per exemple, l'aviació civil, la navegació comercial, les mesures de velocitat dels cotxes i el seguiment del moviment de la pluja.

## L'inici de la tecnologia de la ràdio
L' escocès James Maxwell va descriure els fonaments de l'electromagnetisme en la seva publicació el 1864. Va proposar que la radiació electromagnètica es comporta de manera ondulada i va endevinar basant-se en els seus càlculs que les ones electromagnètiques viatgen a la velocitat de la llum.
L'alemany Heinrich Hertz va demostrar que la radiació electromagnètica es reflecteix pels objectes metàl·lics. A més d'això, va demostrar que els senyals electromagnètics poden viatjar a través de l'aire. El 1888 va demostrar l'existència de radiació electromagnètica construint un instrument que pogués produir ones de ràdio.

## El primer radar
El primer radar real va ser construït per l'alemany Christian Hülsmeyer, que va desenvolupar un dispositiu anomenat telemobilòscopi a principis del segle XX. (La patent es va concedir el 1904.) El dispositiu estava pensat per al seu ús en vaixells. Va enviar un senyal que es feia ressò si hi havia un obstacle en el curs de col·lisió del vaixell. Si el receptor rebia un eco, feia sonar el timbre d'alarma. L'abast de l'aparell era d'uns pocs quilòmetres. El radar desenvolupat per Hülsmeyer es basava en un pols de ràdio de banda ampla produït per l'espurna, a partir del qual el circuit ressonant format per l'antena deixava passar només la banda desitjada de l'espectre. No obstant això, fins i tot després d'una demostració reeixida, el telemobiloscopi no va convèncer els armadors, pel que sembla perquè es creia que el radiotelègraf recentment inventat garantia la seguretat del transport marítim. Hülsmeyer va intentar en va comercialitzar el seu invent també a moltes altres parts i finalment es va tornar tan amarg que mai més va tornar a fer res per al radar.

## Desenvolupament abans de la guerra

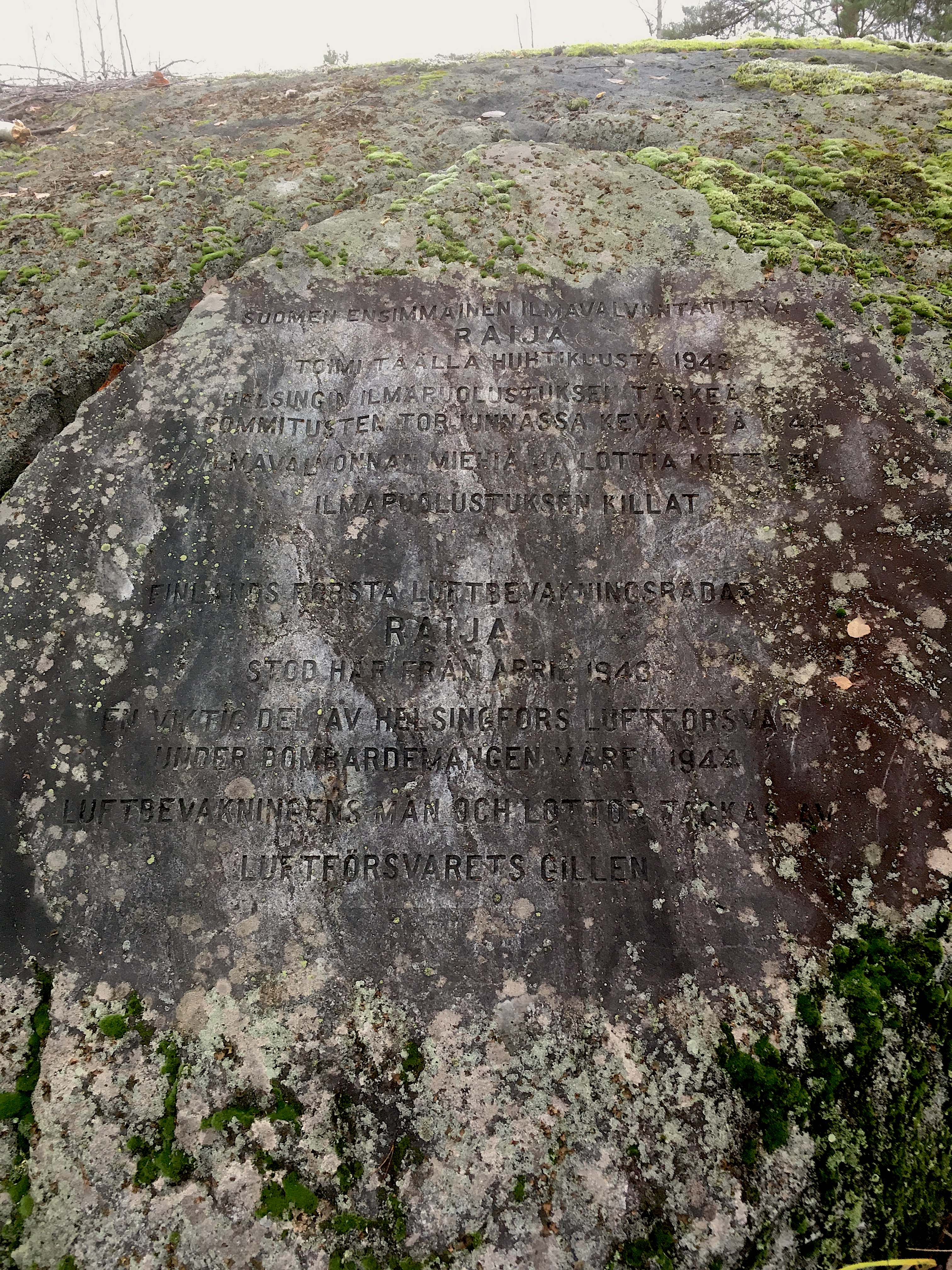
Talla de roca en memòria del primer radar informàtic de Finlàndia ("Raija") al punt més alt de l'àrea recreativa a l'aire lliure Kiviko de Hèlsinki, fotografiat el novembre de 2019.

A les dècades de 1920 i 1930, es van provar sondes de tipus CW (ona contínua) als Estats Units. Amb l'ajuda d'aquestes sondes, es va poder indicar, per exemple, la presència d'un vaixell o d'un avió. A la dècada de 1930, el Laboratori d'Investigació Naval va començar a dur a terme experiments amb radars de pols, que també determinaven la distància de l'objectiu. Al principi, aquestes sondes només es feien servir per mesurar l'alçada de la ionosfera . El desenvolupament del radar de pols es va veure obstaculitzat per la senzillesa de l'electrònica receptora. Quan es va desenvolupar l'electrònica i els polsos es podien rebre de manera fiable, el radar de polsos es podria utilitzar per detectar objectes a terra. A finals de 1936, NRL havia desenvolupat un radar de pols amb un abast d'uns 40 km.
A Alemanya, els doctors Hans E. Hollmann, Hans-Karl von Willisen i Günther Erbslöh van fundar una empresa anomenada GEMA. Sota el lideratge de Hollmann, van construir el primer radar l'any 1934 amb una longitud d'ona de 50 cm. El 1935, van completar un radar de vigilància aèria i designació d'objectius totalment funcional, anomenat Freya, i una versió muntada a la nau anomenada Seetakt. El 1936, també van desenvolupar un parell per a Freya, un radar de control de foc antiaeri anomenat Würzburg i un radar de guia de caces nocturns, Würzburg-Riese. Es van utilitzar durant la Segona Guerra Mundial amb gran èxit, i es van produir més de 6.000 estacions de radar Freya. Les mateixes sondes també es van comprar d'Alemanya a Finlàndia el 1943. A Finlàndia es van utilitzar els noms Raija (Freya), Riitta (Würzburg-Riese) i Irja (Würzburg-Dora). Van ser de gran importància en la lluita contra els forts bombardejos d' Hèlsinki el 1944. En aquell moment, la paraula radar s'utilitzava com a nom finès per als dispositius. La seva paraula inicial és l'antic nom finès per a una eina anomenada radar.
A França, la professora Camille Gutton de la Universitat de Nancy va dur a terme investigacions el 1927 amb tecnologia de ràdio en el rang UHF. Pierre David va investigar en un institut de recerca anomenat Laboratori National Radioeletricitie (LNR). La Sosiété Fancaise Radioélétrique (SFR), dirigida per Emil Cirardeau i el director de recerca Maurice Ponte, també operava a París. A la Universitat de París, el professor René Mesny ja feia recerca en tecnologia de ràdio als anys vint. A partir d'aquests estudis, a l'estiu de 1934, es va crear una barrera electrònica basada en la tecnologia del radar, barrage électromagneticue, a la frontera franco-alemanya. Ponte també va patentar un dispositiu per detectar icebergs. Hi havia dues versions, una amb un transmissor de triode de 16 cm i una altra amb un transmissor de magnetró de 80 cm. El radar d'iceberg de 16 cm es va col·locar al vaixell de passatgers S/S Normandie el 1935. Aquest va ser el primer radar marítim d'ús civil en un moment en què el radar era un alt secret militar. Robert Warneck, Gutton i Ponte ja van dissenyar nous magnetrons l'any 1940 després de l'inici de la guerra, que encara no eren magnetrons de cavitat, i quan l'exèrcit alemany es va apropar a París, Ponte va fugir a Anglaterra amb diversos magnetrons. Les dades es van combinar amb les dades del magnetrón Boot-Randall i es pot considerar que el progrés va ser important.
El S/S Normandie va fer el seu primer viatge equipat amb radar.

## Raig de la mort?
A Anglaterra, Robert Watson-Watt, que va ser ennoblit l'any 1942 gràcies al seu treball relacionat amb el desenvolupament del radar, va rebre l'encàrrec als anys trenta de la tasca d'esbrinar on es rumorea que l'anomenada arma antiaèria seria utilitzada pel Els nazis ho eren. es tractava del raig de la mort (vegeu també arma energètica). El raig de la mort va resultar ser només un rumor. Watson-Watt estava emocionat d'esbrinar amb Arnold F. Wilkins com irradien els corrents induïts per les ones de ràdio a la cèl·lula. Segons l'estudi, les ones de ràdio es podrien utilitzar per detectar avions. En 1935, va presentar un informe al Ministeri de l'Aire del Regne Unit anomenat "The Detection of Aircraft by Radio Methods", que presentava un sistema de posicionament per ràdio per a l'alerta primerenca dels atacs aeris.

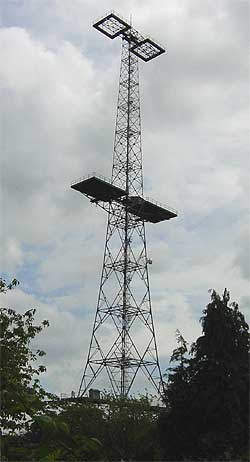
Cadena Home
-estació

A finals de 1935 es va decidir planificar i implantar el sistema. El sistema es va anomenar inicialment RDF (Radio Direction Finding), més tard Chain Home . El 1936, el radar havia arribat a un abast de 90 milles. L'any següent, els britànics van començar a construir una xarxa de radar a la costa sud i est del país. Originalment, la longitud d'ona de Chain Home estava prevista per ser d'uns 50 metres, perquè es pensava que donava el millor ressò. Un bombarder típic tenia una envergadura d'uns 25 m en aquell moment, cosa que creava una ressonància dipol de mitja ona. A causa de la interferència amb altres trànsits de ràdio, la longitud d'ona es va reduir finalment a uns 10 metres. En un primer moment, es va triar una freqüència de repetició de pols molt baixa (la meitat de la freqüència de la xarxa elèctrica utilitzada per sincronitzar les estacions), perquè s'havien d'eliminar els reflexos llunyans de la ionosfera i la superfície terrestre.
Al final de la guerra, hi havia una cinquantena d'estacions Chain Home en funcionament. Al final de la guerra, la seva freqüència operativa era d'uns 20-30 MHz. La potència màxima dels transmissors va ser inicialment de 350 kW i posteriorment de 750 kW.
Com a antenes transmissores, es van utilitzar dipols horitzontals de mitja ona, connectats inicialment a quatre, posteriorment a tres pals d'acer de 110 m d'alçada i alineats cada 55 m. Com a antenes receptores es van utilitzar grups de dipols creuats muntats sobre quatre pals de fusta de 73 m d'alçada. Per tant, era un radar biestàtic. En un sentit tècnic, els radars de Chain Home no eren dolents i el seu rang de freqüències era força desfavorable.
Contràriament a la idea errònia comuna, la Batalla de Gran Bretanya no es va guanyar realment a causa de l'excel·lència dels exploradors, però el centre de control de combat britànic que funcionava eficaçment, que combinava la informació dels exploradors i altres controls aeris, va tenir un paper decisiu.

## Un dispositiu és la suma de les seves parts
Al principi, la tecnologia dels components va frenar el desenvolupament del radar. Per exemple, el tub de raigs catòdics utilitzat com a dispositiu de visualització només va assolir la maduresa tècnica suficient al tombant dels anys vint i trenta. La realització d'amplificadors prou bons es va fer possible amb el desenvolupament de la tecnologia de tubs amplificadors a principis dels anys trenta. Al principi, les antenes grans també eren un problema, l'ús de les quals no es podia evitar, perquè només es podia produir prou potència per a l'ús del radar a freqüències força baixes (centenars de MHz com a màxim).

## Superioritat de microones i radar

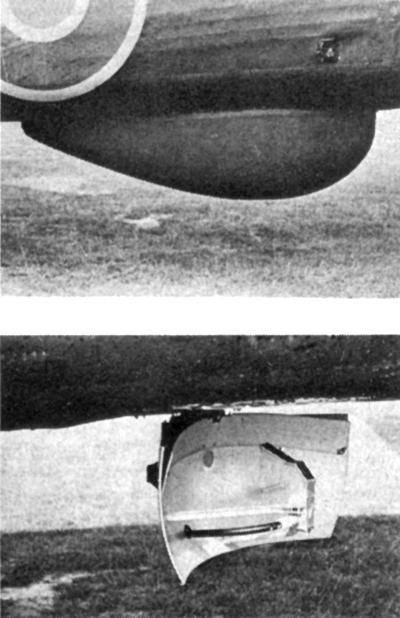
La cúpula del radar H2S (imatge superior) i la seva antena giratòria (imatge inferior) instal·lades al Handley Page Halifax.

Ja a l'inici de la Segona Guerra Mundial, els aliats van entendre que la superioritat del radar s'aconseguiria passant a freqüències més altes. Amb el radar de microones s'aconseguiria una millor precisió, menys interferències i, sobretot, es podrien utilitzar antenes més petites i lleugeres. Tanmateix, encara no era possible desenvolupar una potència de transmissió prou alta. En la fase inicial, el magnetró i el klystró es van estudiar en dos grups de recerca. Els anglesos John Randal i Harry Boot van ser els primers a aconseguir produir una potència de microones prou alta amb el magnetró de cavitat que van desenvolupar a principis dels anys quaranta, i la investigació del klystron es va abandonar en gran manera. Al voltant de la mateixa època, el magnetró també es va inventar de manera independent a Suïssa, França i Japó. Tanmateix, el desenvolupament del radar de microones va requerir molt de temps, diners i mà d'obra. Així, a la tardor de 1940, els britànics van decidir compartir el seu magnetró de cavitat inventat i altres secrets tècnics amb els Estats Units. Es va decidir unir forces i amb aquesta finalitat es va establir el Laboratori de Microones al MIT, el nom del qual va ser canviat unes setmanes després pel llegendari Laboratori de Radiació. Els radars de microones més famosos de la Segona Guerra Mundial són probablement el radar d'avió britànic H2S (Home Sweet Home, principis de 1943), que va funcionar excel·lentment contra els submarins alemanys, i el radar de control de foc dels EUA SCR-584.
Els alemanys es van quedar enrere en el desenvolupament del radar bàsicament per dues raons. En primer lloc, no van trobar la manera de generar prou potència de microones i, per tant, van abandonar el desenvolupament del radar de microones a principis de la guerra. Els treballs de desenvolupament es van començar de nou a Alemanya amb el descobriment del magnetró (del radar H2S del bombarder de la RAF enderrocat el febrer de 1943), però el radar de microones per a l'aeronau no es va completar durant la guerra. En segon lloc, la decisió de Hitler d'acabar amb totes les investigacions que no portaven a una aplicació pràctica en un any va aturar temporalment la investigació del radar alemany.
Els mètodes per determinar la direcció de la pintura es van desenvolupar substancialment a la dècada de 1950. Tot i que els feixos de l'antena tenien, en el millor dels casos, aproximadament 1 grau d'ample, era possible assolir una precisió de fins a 0,1 mil·liradians.

## Galeria

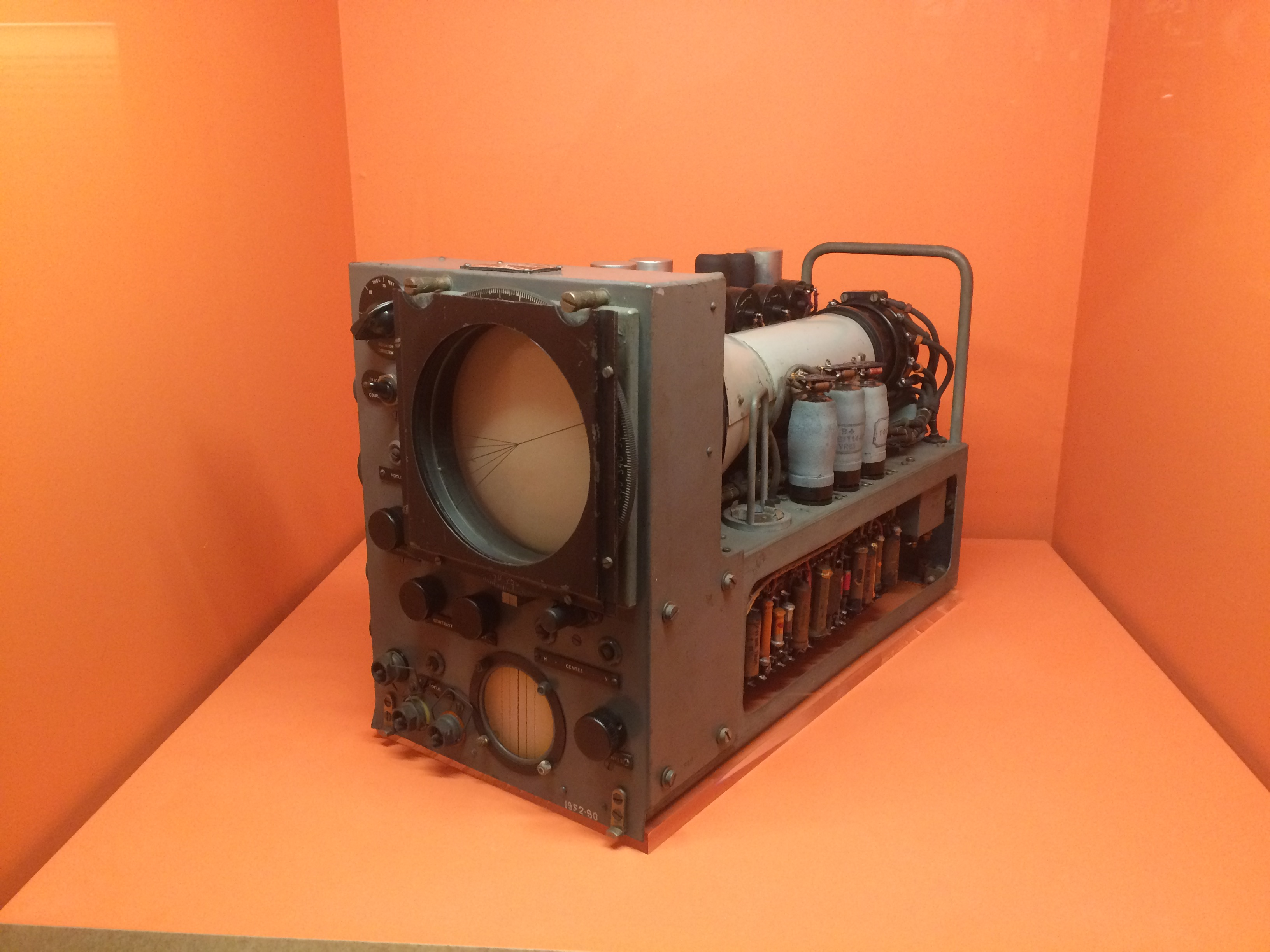
Pantalla de radar H2S.
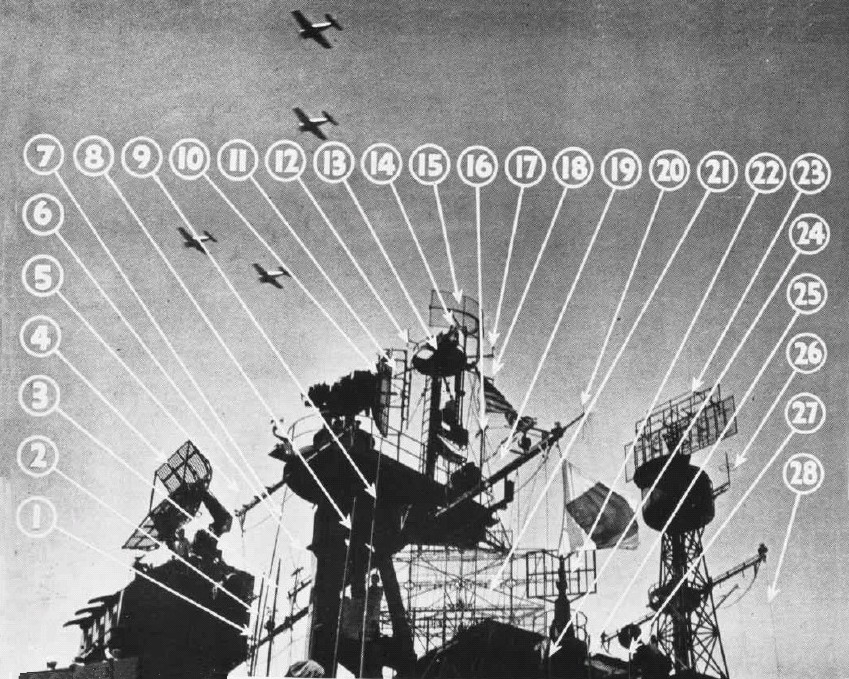
L'equip de radar del portaavions USS Lexington el 1944.